# Dreux
Dreux, antični Durocassium, je mesto in občina v osrednji francoski regiji Center, podprefektura departmaja Eure-et-Loir. Leta 2008 je mesto imelo 31.212 prebivalcev.

## Geografija
Mesto leži v pokrajini Île-de-France ob reki Blaise, malo pred njenim izlivom v Eure, 34 km severno od Chartresa.

## Uprava
Dreux je sedež treh kantonov:
- Kanton Dreux-Jug (del občine Dreux, občine Aunay-sous-Crécy, Garnay, Marville-Moutiers-Brûlé, Tréon, Vernouillet: 21.109 prebivalcev),
- Kanton Dreux-Vzhod (del občine Dreux, občine La Chapelle-Forainvilliers, Charpont, Chérisy, Écluzelles, Germainville, Luray, Mézières-en-Drouais, Ouerre, Sainte-Gemme-Moronval),
- Kanton Dreux-Zahod (del občine Dreux, občine Allainville, Boissy-en-Drouais, Crécy-Couvé, Garancières-en-Drouais, Louvilliers-en-Drouais, Montreuil, Saulnières, Vert-en-Drouais).

Mesto je prav tako sedež okrožja, v katerega so poleg njegovih vključeni še kantoni Anet, Brezolles, Châteauneuf-en-Thymerais, La Ferté-Vidame, Nogent-le-Roi in Senonches s 120.298 prebivalci.

## Zgodovina
Dreux je bil glavno mesto galskega plemena Durocasses. V njegovi bližini je bila postavljena rimska utrdba Castrum Drocas, naslednica galskega oppiduma.
V srednjem veku je bil kraj sedež istoimenske grofije na ozemlju med kraljevim posestvom in Normandijo. V njem se je 19. decembra 1562 odvijal prvi večji spopad v času verskih vojn, v katerem so katoliške sile porazile protestante.

## Zanimivosti
- cerkev sv. Petra iz 13. stoletja,
- kapela Ludvika svetega iz 19. stoletja,
- ostanki nekdanjega srednjeveškega gradu - utrdbe iz 12. stoletja.

## Pobratena mesta
- Bautzen/Budyšin (Saška, Nemčija),
- Evesham (Anglija, Združeno kraljestvo),
- Khemisset (Maroko),
- Koudougou (Burkina Faso),
- Melsungen (Hessen, Nemčija),
- Mohammedia (Maroko),
- Todi (Umbrija, Italija).